# Josephus Guilelmus Soussé
Josephus Guilelmus Soussé (né à Anvers en 1676 et mort dans la même ville en 1752) est un prêtre, chanteur puis maître de chant dans plusieurs églises anversoises.
Soussé a d'abord été ténor à l'église Saint-Jacques d'Anvers de 1707 à 1711, puis maître de chant (zangmeester) à l'église Saint-André d'Anvers de 1711 à 1718, avant de retourner à Saint-Jacques comme maître de chant jusqu'à sa mort. Il eut comme chanteur et élève Henri-Jacques De Croes qui fut admis en 1716 à Saint-André. Les deux hommes se retrouveront à Saint-Jacques où De Croes fut premier violon de 1723 à 1729. Soussé souscrira à l'opus IV (Bruxelles 1737) de son ancien élève et premier violon. Un an après sa mort, la collection musicale de Soussé est mise aux enchères.